# غليل الجارة (بكيل المير)

تعديل مصدري - تعديل

غليل الجارة هي إحدى قرى عزلة صبران بمديرية بكيل المير التابعة لمحافظة حجة، بلغ تعداد سكانها 97 نسمة حسب تعداد اليمن لعام 2004.